# Campo de' fiori (film)
Campo de' fiori è un film del 1943 diretto da Mario Bonnard.
La pellicola, girata nei primi mesi del 1943 e uscita nelle sale cinematografiche nel giugno dello stesso anno, fa parte della trilogia comprendente Avanti c'è posto... e L'ultima carrozzella, dove Aldo Fabrizi interpreta personaggi del popolo come il tranviere, il vetturino e, qui, il pescivendolo.
Il film non fu girato in studio ma in luoghi reali e popolari com'era già accaduto brevemente in alcuni film girati a Milano nei primi anni Trenta (Gli uomini, che mascalzoni..., Giallo, Tempo massimo).
L'uso di set naturali come la piazza, l'appartamento da scapolo di Fabrizi, la bottega di barbiere di Peppino de Filippo, e l'utilizzo di attori spontanei, provenienti dall'avanspettacolo come Anna Magnani, tutto questo è stato ritenuto dalla critica come un segno di un primo emergere del realismo cinematografico.
L'uso dell'intercalare romano poi, meno dialettale delle altre parlate, comincia ad evidenziare nel cinema la regionalità linguistica divenuta in seguito caratteristica fissa dei film della commedia all'italiana.
Protagonista del film è anche la bella piazza di Campo de' Fiori, nei decenni divenuto luogo di vita notturna, che ai tempi in cui fu girato il film era frequentata da una varia umanità di piazzaroli, vivo esempio dello spirito popolare romanesco.
Le grida dei venditori che esaltavano la loro merce e i battibecchi con gli acquirenti che ne mettevano in dubbio la freschezza, resi magnificamente da Anna Magnani, fanno da sottofondo sonoro alla storia.

## Trama
Peppino, un pescivendolo romano è buon amico di Elide, fruttivendola vicina di banco, da cui subisce le feroci battute che prendono in giro la sua smania di apparire come un viveur e un tombeur de femmes. Questa sua convinzione è alimentata dal suo amico barbiere che sa come il suo cliente si sia innamorato segretamente di una bella e signorile donna che ad un certo punto della storia gli lascerà in custodia il suo figlioletto Carletto. Inizialmente restio a fare da balia asciutta al vivace ma simpatico frugoletto, il nostro pesciarolo si rivela per quello che è: un bonaccione che vuol apparire cinico e uomo di mondo ma che è disposto a sposare la madre e a tenerne il figlio. Ma le cose andranno diversamente: la donna si rivelerà essere sposata e, riconciliatasi con il marito, riprenderà con sé il figlio lasciando solo e deluso Peppino che capirà come il mondo della signora non sia il suo e come il vero amore sia quello spontaneo e verace di Elide.

## Produzione
Sebbene il film sia stato girato nel 1943, quando l'Italia si trovava nel pieno della seconda guerra mondiale, nella storia narrata la vita sembra essere quella del tempo di pace. Oltre a mancare qualsiasi riferimento alla particolare situazione politica che il paese stava attraversando in quel periodo, gli unici accenni alla situazione difficile in cui si trovava l'Italia sono nelle scene in cui Aldo Fabrizi e Peppino de Filippo lavano il bambino e si lamentano che l'erogazione del gas cessi con puntuale precisione all'ora stabilita e che in mancanza di una saponetta e del borotalco usano del sapone da barba e della farina, oppure in quella in cui Fabrizi, preparando una zuppa di pesce, accenna all'olio d'oliva comprato alla borsa nera.

## Accoglienza

### Critica
Dal critico Georges Sadoul, Mario Bonnard è definito «autore  sino alla morte di dozzine di film commerciali e insignificanti»  tra i quali viene citato soltanto Gastone con Alberto Sordi del 1959. Alfonso Canziani  ritiene invece che furono proprio gli anni della guerra quelli in cui Bonnard «rivelò una più felice ispirazione con opere di ambientazione popolaresca», e cita Campo de' Fiori, insieme a Avanti c'è posto, al cui soggetto aveva lavorato anche Cesare Zavattini. Un popolo pre-televisivo con dialetti ancora incomprensibili, vedi l'abruzzese parlato dal nonno di Carletto. Caterina Boratto, la donna fatale di questo film, la ritroveremo in molte pellicole del dopoguerra, tra le quali Le 120 giornate di Sodoma di Pier Paolo Pasolini.

## Influenza culturale
Nella scena del rientro in treno dall'Abruzzo, dove Fabrizi viene spedito a prendere il bambino dalla Boratto, nel corridoio dello scompartimento si ritrova fianco a fianco con un uomo grasso (Barnabò) e non riesce a passare; tale scena verrà ripresa in seguito nel 1958 per il film Totò a Parigi con Mimmo Poli nella parte del signore grasso.